# Set rius sagrats
A l'hinduisme els Sapta Sindhavah ("set rius" en sanskrit, de sapta: "set" i sindhu: "riu"; devanagari: सप्तसिन्धवः), són set rius que són considerats els més sagrats i objecte de pelegrinatge a alguns llocs dels seus cursos o les seves fonts. L'aigua exerceix un paper purificador a l'hinduisme, i sovint les ribes dels rius estan condicionades amb escales, grades o bancades (conegudes com a ghats) sent un important lloc de bany per a les ablucions rituals dels hindús, així com un lloc d'ofrenes.
Tenen un paper destacat en els himnes del Rigveda i, en conseqüència, en el vedisme primitiu. Els textos vèdics tenen un ampli horitzó geogràfic, parlant d'oceans, rius, muntanyes i deserts. "Vuit cims de la Terra, tres regions costaneres o desèrtiques, set rius" (asthau vyakhyat kakubhah prthivyam tri dhanva yojana sapta sindhun RV. I.35.8).
La terra vèdica és una terra dels set rius que desemboquen a l'oceà. Comprèn el subcontinent indi nord-oest des de Gandhara fins a Kurukshetra.

## Geografia del Rigveda

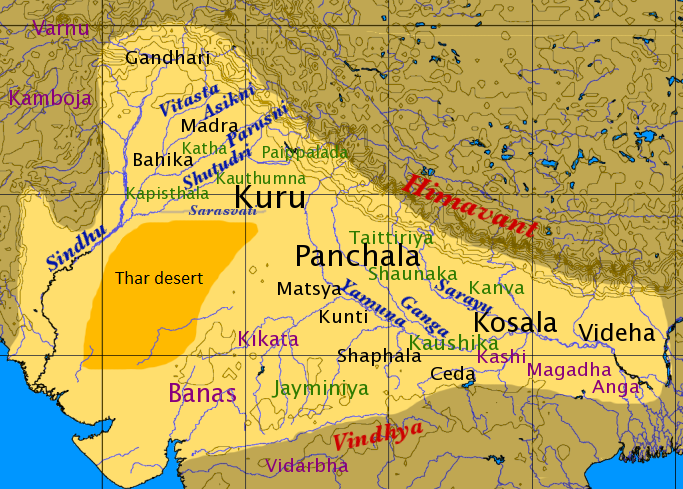
Geografia del Rigveda

La identificació d'hidrònims rigvèdics ha implicat múltiples historiadors; és la manera més important d'establir la geografia i la cronologia de la civilització vèdica primitiva. Els rius amb certes identificacions s'estenen des de l'est de l'Afganistan fins a la plana occidental del Ganges, agrupant-se al Panjab (el nom de la regió significa "cinc aigües", una forma persa del Panchanada indoari que significa "cinc rius"). Molts tenen afins en avèstic.
Sovint s'imposaven els mateixos noms a diferents rius a mesura que la cultura vèdica emigrava cap a l'est des de l'Afganistan (on van romandre durant un temps considerable) a l'Índia continental via el Punjab.

## Llista
Diversos hidrònims es troben al corpus vèdic Rig; estan repartits segons ubicacions geogràfiques aproximades, seguint l'esquema de Michael Witzel. A més, es proporcionen opinions dels estudiosos sobre els correlatius moderns:
Indus:
- Síndhu - Identificat amb Indus.[4] La línia de vida central del Rigveda.[5]

Rius del nord-oest:
- Tr̥ṣṭā́mā - Blažek l'identifica amb el riu Gilgit.[4] Witzel assenyala que no està identificat.[3]
- Susártu - No identificat.
- Ánitabhā - No identificat.
- Rasā́ - Es va descriure una vegada situant-lo a l'Indus superior; en altres ocasions una entitat mítica.[4]
- Mehatnū - Un afluent de Gomatī́.[4] No identificable.[3]
- Śvetyā́ - No identificat.
- Kúbhā - Identificat amb el riu Kabul.
- Krúmu - Identificat amb el riu Kurrum.
- Suvā́stu - Identificat amb riu Swat.
- Gomatī́ - Identificat amb riu Gumal.
- Saráyu / Harōiiu - Blažek l'identifica amb el riu Sarju.[4] Witzel l'identifica amb el riu Hari.[3]
- Kuṣávā - Probablement el riu Kunar.
- Yavyā́vatī - S'ha considerat una branca de Gomatī́. Witzel així com Blažek l'identifiquen amb el Zhob.[4][3] Dähnhardt comenta que és sinònim de Yamúnā o flueix molt a prop,[5] però Witzel havia rebutjat una presa semblant de Talgeri.

Afluents orientals:
- Suṣómā - Identificat amb el Sohan.
- Arjikiya - Blažek s'identifica amb el riu Haro.[4] Witzel especula que és el Poonch o el Tawi.[3]

- Rius del Panjab:
  - Els rius, que per ser cinc, donen el nom al Panjab:
    - Vitástā - Identificat amb el riu Jhelum.
    - Asiknī́ - Identificat amb el Chenab.
    - Paruṣṇī - Probablement el Ravi.
    - Vípāś/Vípāśi/Vípāśā - Identificat amb el riu Beas.
    - Śutudrī́ - Identificat amb el Sutlej.

  - Marúdvr̥dhā - Identificat amb el Mahuvardhavan.[4]

Centre orientals (a Haryana):
- Sarasvati.[6]
  - Āpayā́ i Āpayā́ - Rierols/rius de la conca de Sarasvati.[4]
  - Dr̥ṣádvatī.[4][5][7]

Rius orientals:
- Áśmanvatī - Identificat amb el Assan.
- Yamúnā - Identificat amb el Yamuna.
  - Aṃśumátī - Probablement un epítet de Yamúnā.[4]
- Gáṅgā - Identificat amb el Ganges.